# 白鵬飛
白鹏飞（1889年—1948年），字经天，号擎天，广西桂林太史港人，中国近代法学家，中國行政法學先驅。

## 生平
白鹏飞毕业于日本帝国大学，留学11年遍修专业，获法学、政治、经济、兽医、统计五硕士学位，师承日本行政法学家美浓部达吉。1924年毕业回国后，先后任无锡国学专科学校教师、江苏民众教育馆教授、暨南大学校长。一次学生集会上，白鹏飞发表支持学生反对军阀的讲话，被特务学生掏出手枪威胁和殴打，愤而辞去校长，前往北平。先后任朝阳大学、民国大学、北京法政大学、輔仁大學、清华大学、北京大学、北平大学等高校教授。后又出任北平大学法商学院院长、广西大学校长、广西政府顾问、国民政府中央监察员等职。九一八事变后，积极支持师生抗日救亡运动，并营救了被捕学生张友渔、韩幽桐等人。北平沦陷后，拒绝日伪诱逼，秘密回到广西。1938年，应广西省政府主席黄旭初邀请，接任广西大学校长。因坚持聘用李达、郭沫若、夏征农等教授，被国民政府免职。皖南事变后，公开宣读《上蒋介石书》，要求蒋下“罪已诏”，险遭杀害。因陈布雷举荐，国民政府任命其為广西军风纪巡察团委员，整顿广西吏治军纪，其间法办桂平县县长梁国海和荔浦县县长吴耀，一时民心大快，被民众称为“白青天大人”。白鹏飞抗日战争结束后前往台湾考察，回到桂林，于1948年6月28日逝世，葬于今桂林市七星区普陀山北麓。

## 著作
著作有《法学通论》、《刑政法总论》、《劳动法大纲》、《比较劳动法大纲》、《行政法大纲》等。